# Varmi
Varmi (poljsko Warmowie, litovsko Varmiai) so bili prusko pleme, naseljeno v Varmiji (poljsko Warmia, latinsko Varmia, nemško Ermland, litovsko  Varmė), ki se približno ujema s sedanjim poljskim Varminsko-mazurskim vojvodstvom. Manjši severni del pripada Rusiji. Ozemlje Varmije omejujejo laguna Visle in reki Łyna in Pasłęka.
Varme so skupaj z drugimi Prusi podjarmili  tevtonski vitezi, križarski vojaški red pod neposrednim poveljstvom papeža. Vitezi so podjarmljenje Pruse  pokristjanili, zgradili več gradov in mest in na osvojena ozemlja naselili koloniste in Nemčije in Poljske in drugih evropskih držav. Pruse so kolonisti sčasoma asimilirali. Stari Prusi in staropruski jezik so izumrli proti koncu 17. ali v začetku 18. stoletja.

## Zgodovina
Kmalu po pokristjanjenju Poljske so se leta 997 začela stoletja poljskih poskusov podjarmljenja  sosednjih poganskih Prusov. Najprimernejša metoda je bila pokristjanjevanje  in s tem pridobivanje njihovega ozemlja. Sledile so številne križarske vojne, ki jih je vodil Konrad I. Mazovski, napadi na ozemlja Jatvinganov, ki je kasneje postalo poljsko Podlasje, Sudov in Galindov. Da bi pospešil in okrepil pritisk na Pruse, je vojvoda Konrad leta 1209 na pomoč poklical Tevtonski viteški red.
Po prihodu v deželo Chełmno leta 1230 so tevtonski vitezi nadaljevali z osvajanjem poganskih Prusov in spreobračanjem v krščanstvo. Varmi so bili skupaj z Barti in Natangi podjarmljeni  med letoma 1238 in 1241. Vitezi so med enim od svojih prvih napadov na Varmijo uničili varminski grad Honedo in zgradili lastno opečnato trdnjavo Balgo. Balgo so v skladu s svojo preskušeno strategijo uporabili kot bazo za nadaljnjo širitev. Trdnjava je bila ena od petih, ki niso padle med prvo prusko vstajo (1242-1249). Vstaja se je končala s podpisom Kristburškega sporazuma. 
Po katastrofalnem  porazu tevtonskih vitezov v bitki pri Durbeju leta 1260 so se Prusi znova uprli. Velika pruska vstaja je trajala štirinajst let. Varmi so za svojega vodjo  imenovali Glappa in se pridružili uporu. V zgodnji fazi upora so Glappo in njegovi možje uspešno zavzeli Braunsberg, niso pa uspeli osvojiti  Balge. Leta 1266 so se v zatiranje upora vključili  Brandenburžani in na meji med Varmijo in Natangijo med Balgo in Königsbergom zgradili grad  Brandenburg (zdaj Ušakovo), ki je vzdržal pruske napade. Glappo je bil med ponovnim poskusom zavzetja gradu leta 1273 ujet in obešen. Vstaja se je končala leto kasneje in takrat so se Varmi  zadnjič uprli. Kasneje so jih počasi asimilirali Nemci in Poljaki. Leta 1454 je kralj Kazimir IV. Jagelo vključil regijo v Kraljevino Poljsko. Mesta in plemstvo so se postavili na poljsko stran, leta 1464 pa so jim sledili tudi  varminski knezoškofje. Po sklenitvi Drugega torunjskega miru leta 1464 so se začeli v Varmijo v vedno večjem številu naseljevati Poljaki. Tevtonski vitezi so se s sporazumom odpovedal kakršnim koli zahtevam po varminski knežji škofiji in jo priznali kot del Poljske.

## Etimologija
O izvoru imena Varmija obstaja več teorij:
- ime izhaja morda iz pruske besede wormjan – rdeč ali
- litovske besede varmas – komar. V tem primeru bi lahko imela kultno ozadje, saj so bili črvi povezani s plodnostjo.[8]
- Po ljudski etimologiji je Varmija dobila ime po legendarnem pruskem poglavarju Varmu. Nemško ime Ermland naj bi izhajalo iz imena njegove vdove Erme.